# Tultepec
Tultepec é um município do estado do México, no México.

## Demografia
Em 2020, a população de Tultepec era de 157.645 habitantes (48,9% homens e 51,1% mulheres). Em comparação com 2010, a população de Tultepec cresceu 19,8%.

## Economia
O município de Tultepec mantém as suas principais relações comerciais com a Ásia e Europa. As importações em 2024 foram com os respectivos países: China (US$ 5,08 milhões), Taiwan (US$ 1,49 milhão) e Espanha (US$ 534 mil).

## Cultura

### Museus, centros culturais e eventos
O "Museo del Mamut" (MUDEMA) oferece uma apresentação do mundo pré-histórico.